# Tangara arthus
Tangara arthus là một loài chim trong họ Thraupidae.